# Jouy-le-Châtel
Pour les articles homonymes, voir Jouy et Chatel.
Jouy-le-Châtel est une commune française située dans le département de Seine-et-Marne en région Île-de-France.

## Géographie

### Localisation
Jouy-le-Châtel est une commune située à 60 km au sud-est de Paris, à 40 km au nord-est de Melun, à 40 km au sud-est de Meaux et à 20 km au nord-ouest de Provins.
La commune est située dans la partie orientale du département de Seine-et-Marne, dans la région naturelle de la Brie.

### Communes limitrophes
Jouy-le-Châtel est limitrophe de sept autres communes.

### Géologie et relief
La superficie de la commune est de 3 768 hectares, ce qui en fait l'une des plus vastes du département après Fontainebleau, Jouarre et Louan-Villegruis-Fontaine ; le territoire a une forme ovale et compacte ; l'altitude varie entre 109 et 161 mètres. Le point bas se situe dans la vallée de la Visandre au Carrefour de Prévers et le point haut dans la forêt domaniale de Jouy. La route départementale 209, ancienne Via Agrippa de l'Océan, délimite à l'ouest le territoire de manière rectiligne nord-sud.
Le territoire communal est très peu accentué et très ouvert, en grande partie dédié aux grandes cultures (blé, maïs, betterave...). Jouy-le-Châtel est un territoire agricole, générateur de diverses activités liées. La commune est bordée au sud par l'importante forêt domaniale de Jouy (principalement située à Chenoise) s'étirant d'ouest en est et coupant la route de Provins.
Les industries extractives sont présentes sur le territoire avec des carrières d'exploitation des calcaires du Champigny et des puits de pétrole. Le territoire de la commune est inclus dans la concession de "Champotran" découverte en 1985 et exploitée depuis 1997 par Vermilion Energy. De nouveaux puits de développement vont être forés sous la nappe phréatique des calcaires du Champigny.

### Hydrographie

#### Réseau hydrographique

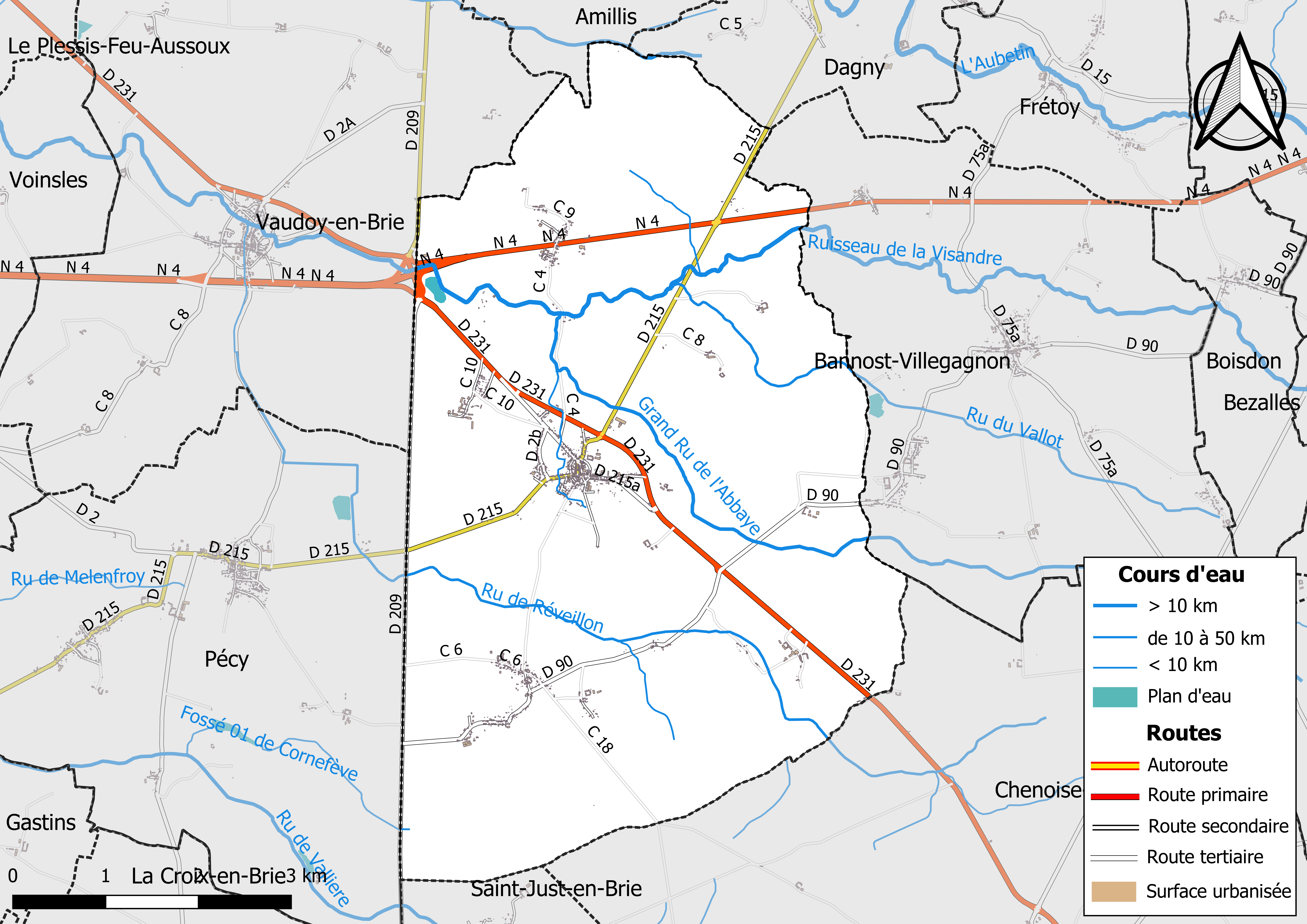
Carte des réseaux hydrographique et routier de Jouy-le-Châtel.

Le territoire de Jouy-le-Châtel est en grande partie situé sur le bassin versant de la Visandre au nord et celui de l'Yvron, autre affluent de l'Yerres au sud-ouest.
Le réseau hydrographique de la commune se compose de dix cours d'eau référencés :
- la Visandre, longue de 30,9 km[4], affluent de l'Yerres en rive gauche, et donc un sous-affluent de la Seine, ainsi que ses affluents :
  - le Grand Ru de l'Abbaye long de 10,5 km[5] et son affluent :
    - le fossé 01 de la Commune de Jouy-le-Châtel long de 2 km[6],

  - le Réveillon[7] et son affluent :
    - le fossé 01 des Mouthieux, 1,3 km[8], affluent du ru de Vallière ;

  - le ru de Vallot, 7,3 km[9] ;
  - le fossé 04 de la Noue, 1,5 km[10] ;
- le ru de l'Étang de Beuvron, long de 10,4 km[11], premier affluent significatif de l'Yerres, constitue l'extrême limite nord de la commune ;
- le fossé 01 de Cornefève, 3,2 km[12] ;
- le fossé 01 de la Commune de Chenoise, 1,2 km[13] ;

La longueur totale des cours d'eau sur la commune est de 24,2 km.

#### Gestion des cours d'eau
Afin d’atteindre le bon état des eaux imposé par la Directive-cadre sur l'eau du 23 octobre 2000, plusieurs outils de gestion intégrée s’articulent à différentes échelles : le SDAGE, à l’échelle du bassin hydrographique, et le SAGE, à l’échelle locale. Ce dernier fixe les objectifs généraux d’utilisation, de mise en valeur et de protection quantitative et qualitative des ressources en eau superficielle et souterraine. Le département de Seine-et-Marne est couvert par six SAGE, au sein du bassin Seine-Normandie.
La commune fait partie du SAGE « Yerres », approuvé le 13 octobre 2011. Le territoire de ce SAGE correspond au bassin versant de l’Yerres, d'une superficie de 1 017 km2, parcouru par un réseau hydrographique de 450 kilomètres de long environ, répartis entre le cours de l’Yerres et ses affluents principaux que sont : le ru de l'Étang de Beuvron, la Visandre, l’Yvron, le Bréon, l’Avon, la Marsange, la Barbançonne, le Réveillon. Le pilotage et l’animation du SAGE sont assurés par le syndicat mixte pour l'assainissement et la gestion des eaux du bassin versant de l’Yerres (SYAGE), qualifié de « structure porteuse ».

### Climat
Pour des articles plus généraux, voir Climat de l'Île-de-France et Climat de Seine-et-Marne.
En 2010, le climat de la commune est de type climat océanique dégradé des plaines du Centre et du Nord, selon une étude du CNRS s'appuyant sur une série de données couvrant la période 1971-2000. En 2020, Météo-France publie une typologie des climats de la France métropolitaine dans laquelle la commune est exposée à un climat océanique altéré et est dans la région climatique Nord-est du bassin Parisien, caractérisée par un ensoleillement médiocre, une pluviométrie moyenne régulièrement répartie au cours de l’année et un hiver froid (3 °C).
Pour la période 1971-2000, la température annuelle moyenne est de 10,8 °C, avec une amplitude thermique annuelle de 15,3 °C. Le cumul annuel moyen de précipitations est de 742 mm, avec 11,5 jours de précipitations en janvier et 7,8 jours en juillet. Pour la période 1991-2020, la température moyenne annuelle observée sur la station météorologique la plus proche, située sur la commune de Bezalles à 9 km à vol d'oiseau, est de 11,4 °C et le cumul annuel moyen de précipitations est de 752,7 mm,. Pour l'avenir, les paramètres climatiques de la commune estimés pour 2050 selon différents scénarios d'émission de gaz à effet de serre sont consultables sur un site dédié publié par Météo-France en novembre 2022.

### Milieux naturels et biodiversité

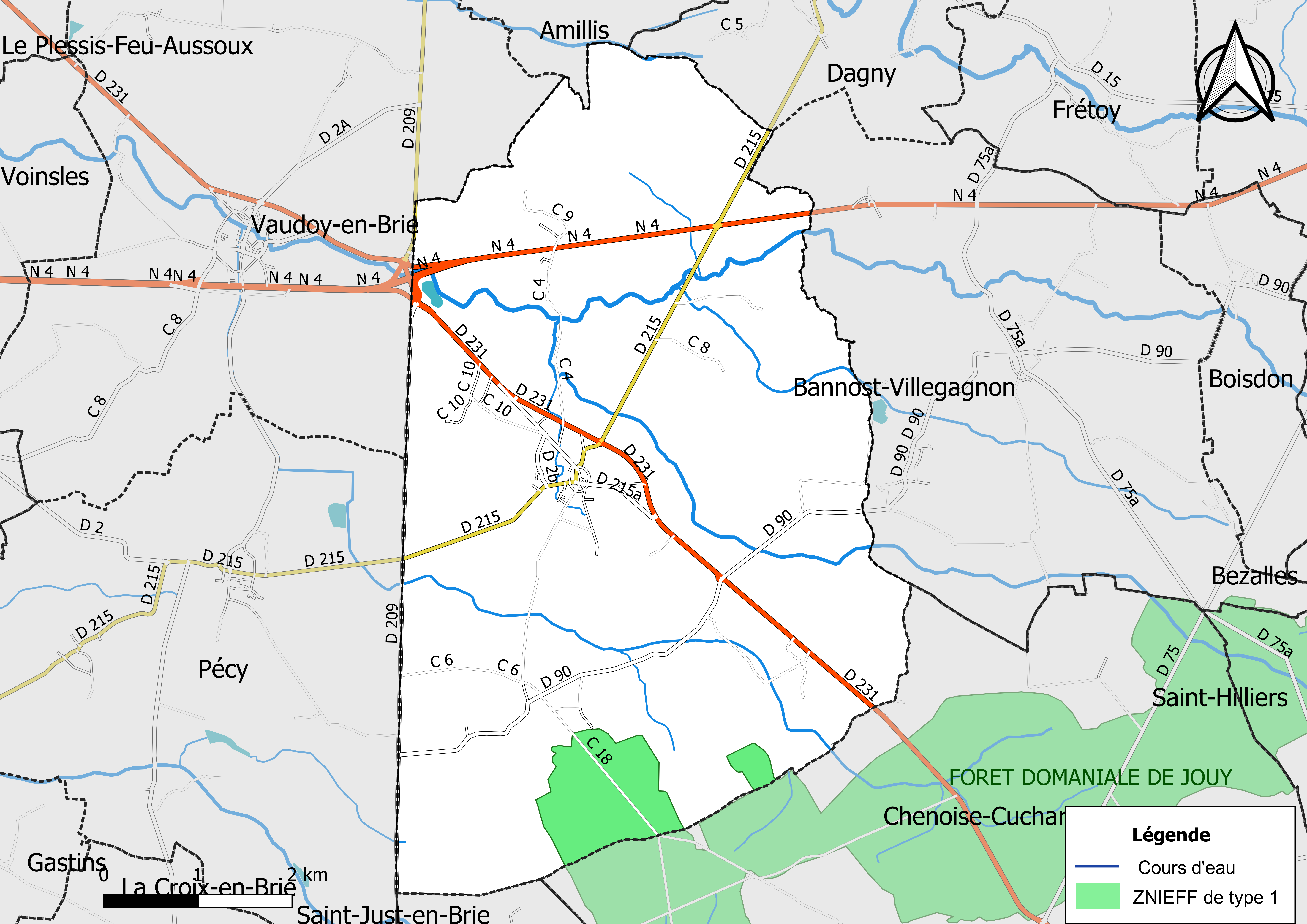
Carte des ZNIEFF de type 1 localisées sur la commune.

L’inventaire des zones naturelles d'intérêt écologique, faunistique et floristique (ZNIEFF) a pour objectif de réaliser une couverture des zones les plus intéressantes sur le plan écologique, essentiellement dans la perspective d’améliorer la connaissance du patrimoine naturel national et de fournir aux différents décideurs un outil d’aide à la prise en compte de l’environnement dans l’aménagement du territoire.
Le territoire communal de Jouy-le-Châtel comprend une ZNIEFF de type 1,,, 
la « forêt domaniale de Jouy » (1 956,57 ha), couvrant 7 communes du département.

## Toponymie
Gaudiacus cité dans un texte dès 971. Son nom est Joy au XIIe siècle. Un texte de 1259 est le premier à mentionner le nom complet actuel Joyaco castro. Cette mention latinisée du Châtel apparaît pour différencier le village de lieux proches portant le même nom, en particulier Jouy-l'Abbaye. Le village est également attesté sous les formes Joy-le-Chastel-en-Brie, Juiz ou encore Joui[réf. nécessaire].
Étymologie semblable aux autres Jouy .
Le Châtel est un déterminant dérivant du latin castella (pluriel de castellum) désignant un château.

## Urbanisme

### Typologie
Au 1er janvier 2024, Jouy-le-Châtel est catégorisée bourg rural, selon la nouvelle grille communale de densité à sept niveaux définie par l'Insee en 2022.
Elle est située hors unité urbaine. Par ailleurs la commune fait partie de l'aire d'attraction de Paris, dont elle est une commune de la couronne,. Cette aire regroupe 1 929 communes,.

### Morphologie urbaine
Le village se situe au centre du territoire communal qui compte plusieurs hameaux dispersés et plus ou moins isolés.
La commune compte 112 lieux-dits administratifs répertoriés consultables ici (source : le fichier Fantoir) dont le Corbier, le Petit Paris, les Orbies, Fontaine Pépin, Villars les Demoiselles, Villechevret, Bois-le-Comte, Ouzelle, Villebourguignon, les Mouthieux ainsi que plusieurs anciennes fermes fortifiées médiévales typiques de la Brie.
La partie centrale du village, qui remonte au Moyen Âge, est réduite et compacte, centrée autour de l'église et délimitée par la rue des Fossés matérialisant l'emplacement de l'ancienne enceinte médiévale de forme circulaire. La place de l'église constitue le cœur du village. Celui-ci s'est développé le long des grands axes, notamment la rue de Paris, la rue de Provins et la rue Claude-Gautier.
L'habitat pavillonnaire s'est récemment bâti en périphérie, notamment le long de l'avenue de la Belle-Idée et la résidence de Vignot.

### Occupation des sols
L'occupation des sols de la commune, telle qu'elle ressort de la base de données européenne d’occupation biophysique des sols Corine Land Cover (CLC), est marquée par l'importance des territoires agricoles (87,8 % en 2018), en diminution par rapport à 1990 (89 %). La répartition détaillée en 2018 est la suivante : 
terres arables (87,1 %), forêts (6,7 %), zones urbanisées (3,7 %), mines, décharges et chantiers (1,9 %), cultures permanentes (0,7 %).
Parallèlement, L'Institut Paris Région, agence d'urbanisme de la région Île-de-France, a mis en place un inventaire numérique de l'occupation du sol de l'Île-de-France, dénommé le MOS (Mode d'occupation du sol), actualisé régulièrement depuis sa première édition en 1982. Réalisé à partir de photos aériennes, le Mos distingue les espaces naturels, agricoles et forestiers mais aussi les espaces urbains (habitat, infrastructures, équipements, activités économiques, etc.) selon une classification pouvant aller jusqu'à 81 postes, différente de celle de Corine Land Cover,,. L'Institut met également à disposition des outils permettant de visualiser par photo aérienne l'évolution de l'occupation des sols de la commune entre 1949 et 2018.

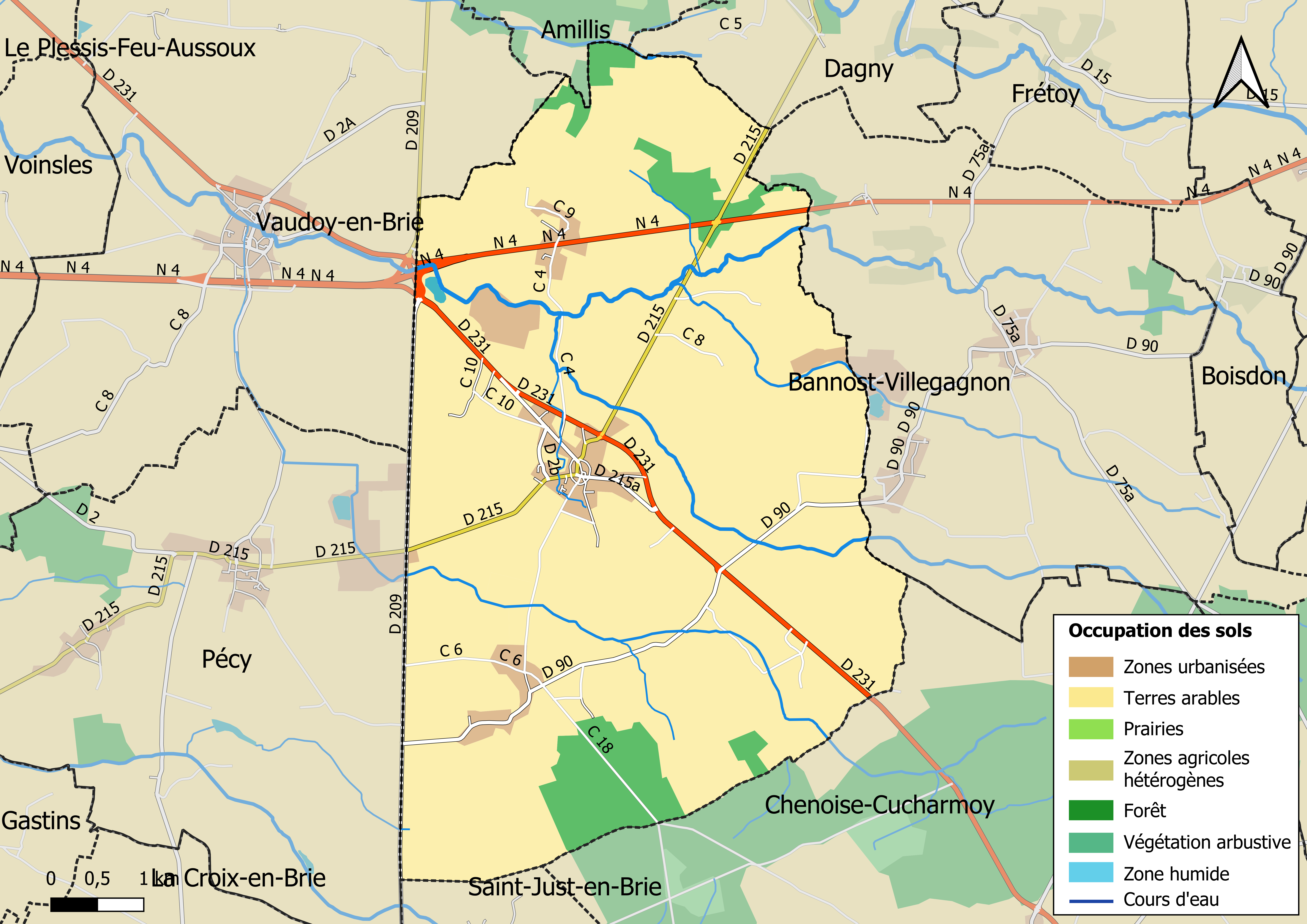
Carte des infrastructures et de l'occupation des sols en 2018 (CLC) de la commune.
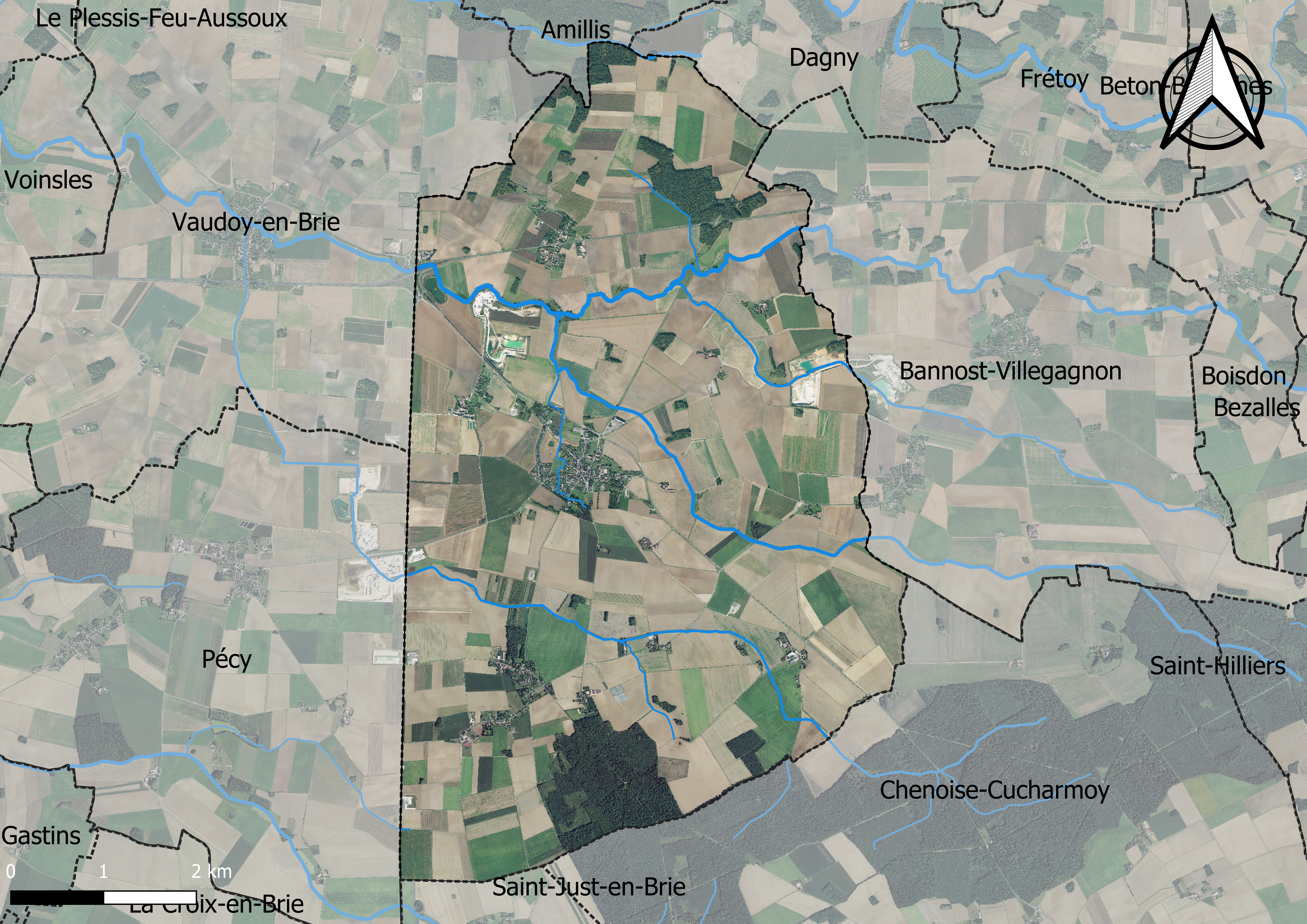
Carte orhophotogrammétrique de la commune.

### Planification
La loi SRU du 13 décembre 2000 a incité les communes à se regrouper au sein d’un établissement public, pour déterminer les partis d’aménagement de l’espace au sein d’un SCoT, un document d’orientation stratégique des politiques publiques à une grande échelle et à un horizon de 20 ans et s'imposant aux documents d'urbanisme locaux, les PLU (Plan local d'urbanisme). La commune est dans le territoire du SCOT Grand Provinois, dont le projet a été arrêté le 29 janvier 2020, porté par le syndicat mixte d’études et de programmation (SMEP) du Grand Provinois, qui regroupe les Communautés de Communes du Provinois et de Bassée-Montois, soit 82 communes.
La commune disposait en 2019 d'un plan local d'urbanisme en révision. Le zonage réglementaire et le règlement associé peuvent être consultés sur le Géoportail de l'urbanisme.

### Logements
En 2011, le nombre total de logements dans la commune était de 633, alors qu'il était de 629 en 2006.
Parmi ces logements, 84,4 % étaient des résidences principales, 6,0 % des résidences secondaires et 9,6 % des logements vacants. Ces logements étaient pour 85,0 % d'entre eux des maisons individuelles et pour 14,5 % des appartements.
La proportion des résidences principales, propriétés de leurs occupants était de 75,6 %, en légère baisse par rapport à 2006 (76,7 %). La part de logements HLM loués vides (logements sociaux) était nulle.

### Voies et transports

#### Routes et pistes cyclables
Jouy-le-Châtel est un nœud routier du centre-est du département de Seine-et-Marne. Le carrefour de Prévers, situé au nord-ouest en bordure de Vaudoy-en-Brie, voit se croiser 3 axes importants : la route nationale 4 dont la voie rapide prend fin à l'ouest du hameau du Corbier, la route départementale 209 (axe nord-sud du centre Seine-et-Marne), la route départementale 231 (axe transversal du centre Seine-et-Marne) qui contourne le village et relie Provins à Lagny-sur-Marne. La route départementale 215 qui traverse le village, relie quant à elle La Ferté-Gaucher à Melun.
Jouy-le-Châtel ne possède pas de piste cyclable.

#### Transports en commun

##### Historique

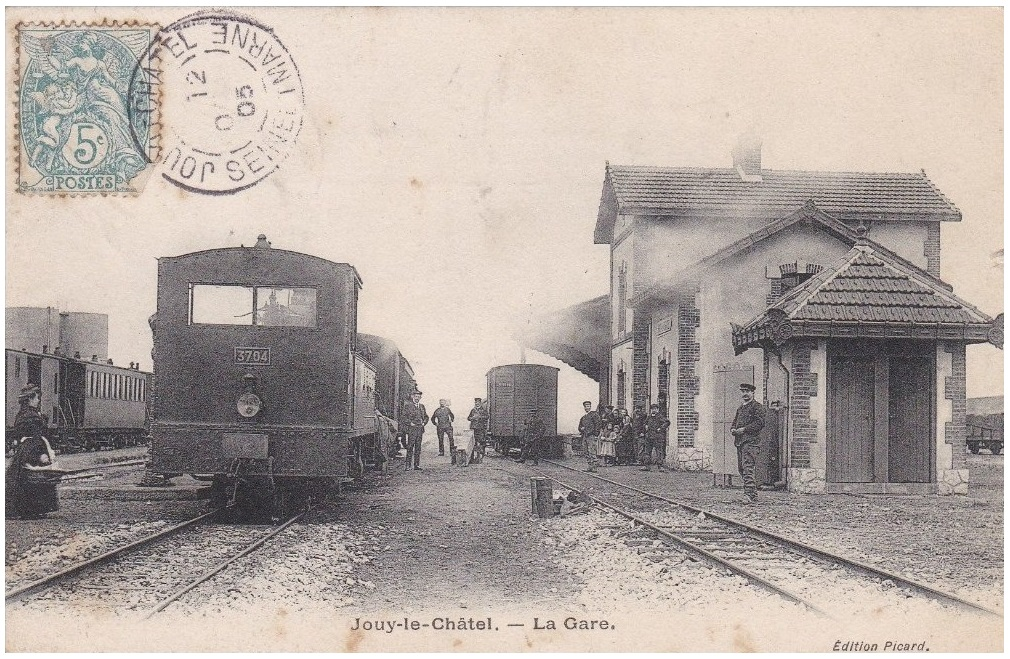
Gare de Jouy-le-Châtel au début du XXe siècle.

Le centre du Réseau de Seine-et-Marne était situé à Jouy-le-Châtel. Il s'agit un ancien réseau de chemins de fer à voie métrique, concédé à la Société générale des chemins de fer économiques (SE). L'exploitation était assurée sur les lignes de tramway de Jouy-le-Châtel à Marles-en-Brie (24 km) ouverte en 1902, Sablonnières à Bray-sur-Seine (88 km) ouverte en 1903, et Verneuil-l'Étang à Melun (19 km) ouverte en 1901 qui est une ligne isolée.
Le Réseau de Seine-et-Marne a fonctionné de 1901 à 1950. Une section a été conservée entre Nangis et Jouy-le-Châtel et exploitée jusqu'en 1965 par la SE pour la sucrerie de Nangis.

##### Aujourd'hui
La commune de Jouy-le-Châtel se situe dans la zone 5 du réseau de transports d'Île-de-France. Dans la commune de Vaudoy-en-Brie, une correspondance est assurée le matin vers 7 h entre la ligne 50 et la ligne 3214 et ce afin de pouvoir rejoindre la gare de Tournan et le RER E. La commune bénéficie également des lignes 3214, 3215, 3262 et Express 50 du réseau de bus Provinois - Brie et Seine.

## Histoire
Les nombreuses découvertes mobilières faites depuis le XIXe siècle témoignent d'une occupation humaine continue depuis la période néolithique. La forêt de Jouy constituait une marche forestière entre les peuples gaulois des Meldes au nord et des Sénons au sud. Une sépulture gauloise a été découverte en 1965. L'ancienne via Agrippa à l'ouest reliait Lyon à Boulogne-sur-Mer en passant par Châteaubleau et Chailly-en-Brie. Au cours des années 1980-1990, des fouilles ont mis au jour les fondations d'une "mansio" (gîte d'étape) au lieu-dit Chauffour sur le territoire de Pécy. Non loin se trouvait au moyen âge une commanderie du même nom d'origine templière puis reprise par les hospitaliers de Saint-Jean de Jérusalem.
Jouy était au Moyen Âge un village fortifié situé sur la route des foires champenoises reliant Provins (par la porte de Jouy) à Lagny par Crécy-la-Chapelle. La frontière occidentale du comté de Champagne était située à l'ouest de l'ancienne voie romaine, connue sous le nom Chemin Paré. Une marche séparante subsista jusqu'au rattachement du comté de Champagne au royaume de France. Le château qui donne son nom à Jouy-le-Châtel n'existe plus. Il se situait au sud du village, près de l'actuel château de Vigneau, cité dès le XIIIe siècle. Jouy avait le privilège de justice. Le prévôt de Provins s'y déplaçait deux fois par semaine : la ville avait un tribunal et une prison.
Le bois d'Anceau, enclavé dans la forêt de Jouy, aurait été acquis sur les conseils de Bernard de Clairvaux par Pierre de Castel et Milon de Naud. Dès 1124, le monastère de Jouy-l'Abbaye était en état de fonctionnement. Les défrichements furent favorisés par les comtes de Champagne et l'abbaye acquis les terres des fermes de Rubantard, le Pressous et Haute Fosse. La Voie aux Moines, limite communale entre Jouy-le-Châtel et Chenoise en bordure de la forêt de Jouy, était un axe de défrichement vers l'ouest partant des Chapelles d'en haut et Chapelles d'en bas pour atteindre le défrichement de Noas, mais qui continuait au-delà pour gagner Mont Thibout et la ferme du Bois Thibout (acquisition importante des cisterciens) et desservir Mémorin.
Jouy formait sous l'Ancien Régime une seigneurie très importante : plusieurs justices dépendaient de son bailliage, qui suivait la coutume de Meaux.

## Politique et administration
Jouy-le-Châtel fait partie du canton de Nangis, dans le département de Seine-et-Marne qui a pour commune chef-lieu la ville de Melun.
Après la Révolution française, Jouy-le-Châtel devint, dans la première division de la France, le chef-lieu d'un canton de 14 communes. Celui-ci est démantelé l'An IX et Jouy est rattaché au canton de Nangis.
Le canton de Nangis fait partie de l’arrondissement de Provins, le plus étendu mais le second moins peuplé et le moins dense du département.
Jouy-le-Châtel fait partie depuis 2010 de la communauté de communes du Provinois qui regroupe quarante communes adhérentes au 1er juillet 2014.

### Liste des maires

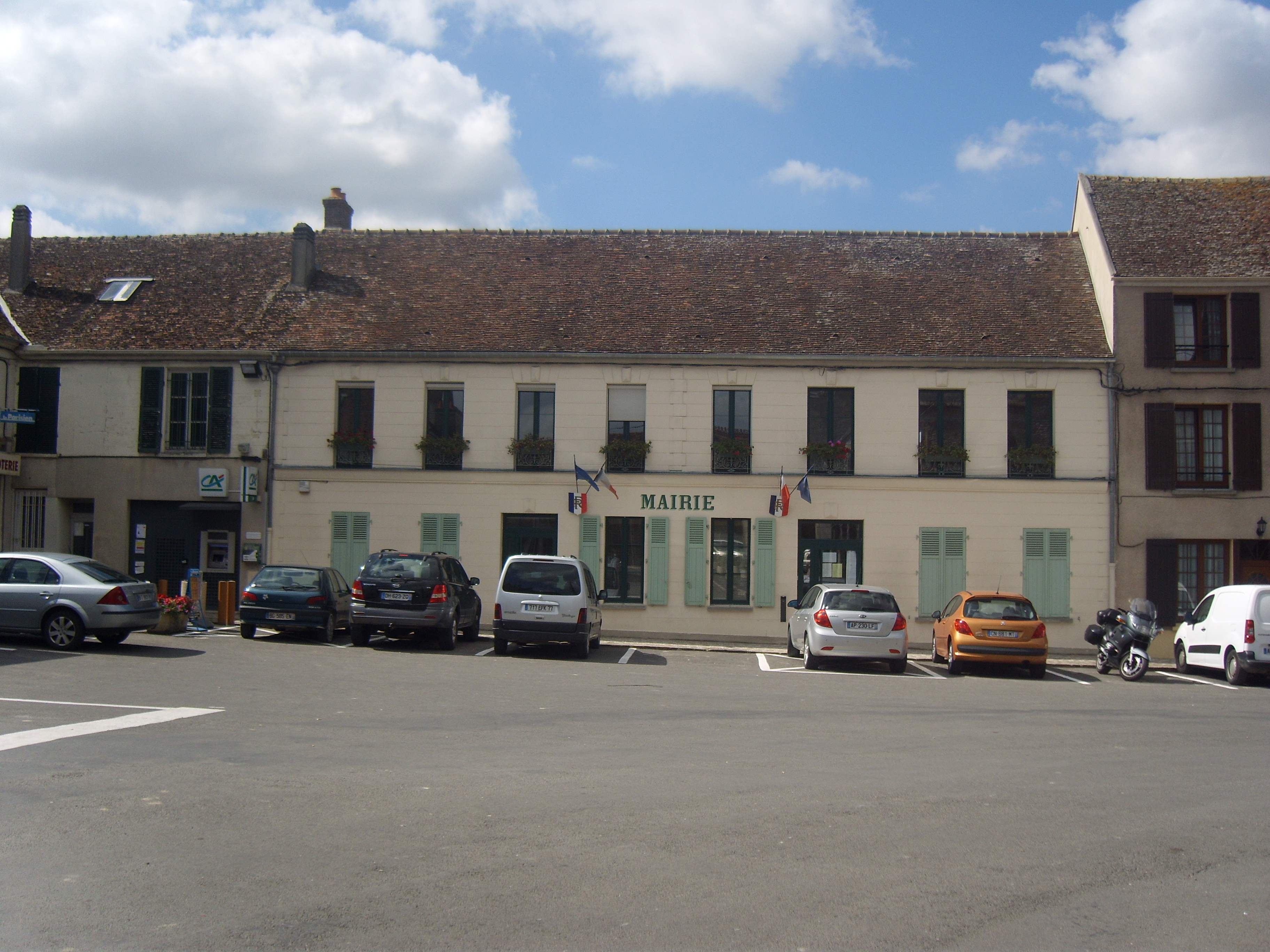
Mairie de Jouy-le-Châtel.

Depuis 1962, cinq maires se sont succédé à Jouy-le-Châtel :
| Période   | Période   | Identité          | Étiquette     | Qualité           |
| --------- | --------- | ----------------- | ------------- | ----------------- |
| 1962      | mars 1971 | Gustave Bedu      |               |                   |
| mars 1971 | mars 1977 | Raymond Barbarin  |               |                   |
| mars 1977 | mars 2001 | Jean Opoix        | Divers droite | Cultivateur       |
| mars 2001 | mai 2020  | Patrice Caffin    | Divers droite | Chauffeur de taxi |
| mai 2020  | en cours  | Stéphane Bachelet |               | Pianiste Chanteur |

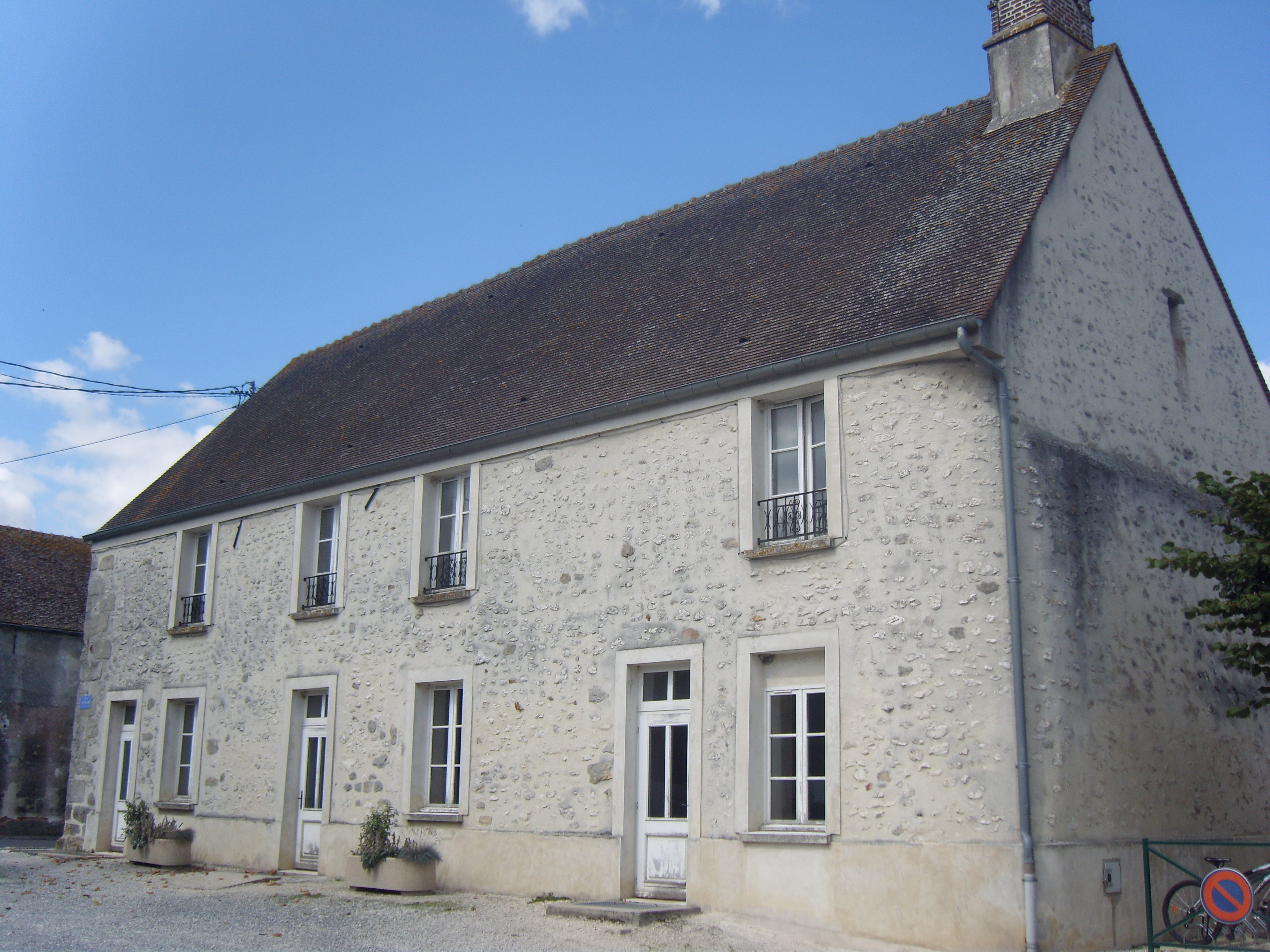
Ancienne mairie de Jouy-le-Châtel.

Le tribunal administratif de Melun a annulé l'élection le 30 mars 2014 du maire et des conseillers municipaux et communautaires en date du 13 juin 2014, avec organisation de nouvelles élections dans un délai de trois mois. La commune n'ayant plus de maire ni conseillers municipaux, une délégation de trois personnes devait être désignée par la préfecture pour s'occuper des affaires courantes de la commune à compter du 12 août 2014. M. Patrice Caffin a été réélu le 12 octobre 2014.
La mairie de la commune était autrefois située dans la rue de Provins à côté de l'église. La mairie actuelle est située sur la place de l'Église depuis 1956-1957.

### Instances judiciaires et administratives
Jouy-le-Châtel relève du tribunal judiciaire de Melun, de la cour d'assises de Melun, de la cour d'appel de Paris, du tribunal pour enfants de Melun, du conseil de prud'hommes de Melun, du tribunal de commerce de Melun, du tribunal administratif de Melun et de la cour administrative d'appel de Paris.

### Jumelages
La commune de Jouy-le-Châtel n'est jumelée avec aucune autre commune.

### Politique environnementale
La commune de Jouy-le-Châtel adhère au syndicat mixte de l'Est Seine-et-Marne pour le traitement des ordures ménagères SMETOM-GEEODE. Il gère l'ensemble de la collecte et du traitement des déchets de son territoire qui regroupe 98 communes.
Le SMETOM-GEEODE exploite au total 10 déchèteries, dont une à Jouy-le-Châtel. Le centre de valorisation énergétique de Montereau-Fault-Yonne a vu le jour en 2011, fruit de la collaboration du SMETOM-GEEODE et du syndicat voisin de Montereau, le SIRMOTOM, unis en un super-syndicat, le SYTRADEM.

## Équipements et services

### Eau et assainissement
L’organisation de la distribution de l’eau potable, de la collecte et du traitement des eaux usées et pluviales relève des communes. La loi NOTRe de 2015 a accru le rôle des EPCI à fiscalité propre en leur transférant cette compétence. Ce transfert devait en principe être effectif au 1er janvier 2020, mais la loi Ferrand-Fesneau du 3 août 2018 a introduit la possibilité d’un report de ce transfert au 1er janvier 2026,.

#### Assainissement des eaux usées
En 2020, la commune de Jouy-le-Châtel gère le service d’assainissement collectif (collecte, transport et dépollution) en régie directe, c’est-à-dire avec ses propres personnels.
L’assainissement non collectif (ANC) désigne les installations individuelles de traitement des eaux domestiques qui ne sont pas desservies par un réseau public de collecte des eaux usées et qui doivent en conséquence traiter elles-mêmes leurs eaux usées avant de les rejeter dans le milieu naturel. La communauté de communes du Provinois assure pour le compte de la commune le service public d'assainissement non collectif (SPANC), qui a pour mission de vérifier la bonne exécution des travaux de réalisation et de réhabilitation, ainsi que le bon fonctionnement et l’entretien des installations,.

#### Eau potable
En 2020, l'alimentation en eau potable est assurée par le syndicat de l'Eau de l'Est seine-et-marnais (S2E77) qui en a délégué la gestion à l'entreprise Aqualter Exploitation, dont le contrat expire le 30 novembre 2023,,.

## Population et société

### Démographie
La population de Jouy-le-Châtel était de 1 469 habitants en 2011. La densité de population de Jouy-le-Châtel est de 39 habitants par km2. Le nombre de logements a été estimé à 635 en 2010 ; ces logements de Jouy-le-Châtel se composent de 539 résidences principales, 52 résidences secondaires ou occasionnels ainsi que 44 logements vacants.
L'évolution du nombre d'habitants est connue à travers les recensements de la population effectués dans la commune depuis 1793. Pour les communes de moins de 10 000 habitants, une enquête de recensement portant sur toute la population est réalisée tous les cinq ans, les populations de référence des années intermédiaires étant quant à elles estimées par interpolation ou extrapolation. Pour la commune, le premier recensement exhaustif entrant dans le cadre du nouveau dispositif a été réalisé en 2008.

En 2022, la commune comptait 1 581 habitants, en évolution de +1,93 % par rapport à 2016 (Seine-et-Marne : +3,92 %, France hors Mayotte : +2,11 %).
| 1793 | 1800  | 1806  | 1821  | 1831  | 1836  | 1841  | 1846  | 1851  |
| ---- | ----- | ----- | ----- | ----- | ----- | ----- | ----- | ----- |
| 977  | 1 022 | 1 019 | 1 051 | 1 198 | 1 219 | 1 259 | 1 366 | 1 455 |

| 1856  | 1861  | 1866  | 1872  | 1876  | 1881  | 1886  | 1891  | 1896  |
| ----- | ----- | ----- | ----- | ----- | ----- | ----- | ----- | ----- |
| 1 509 | 1 564 | 1 512 | 1 570 | 1 530 | 1 437 | 1 395 | 1 356 | 1 371 |

| 1901  | 1906  | 1911  | 1921  | 1926  | 1931  | 1936  | 1946  | 1954  |
| ----- | ----- | ----- | ----- | ----- | ----- | ----- | ----- | ----- |
| 1 373 | 1 507 | 1 556 | 1 247 | 1 277 | 1 258 | 1 246 | 1 239 | 1 208 |

| 1962  | 1968  | 1975  | 1982  | 1990  | 1999  | 2006  | 2008  | 2013  |
| ----- | ----- | ----- | ----- | ----- | ----- | ----- | ----- | ----- |
| 1 083 | 1 016 | 1 021 | 1 221 | 1 365 | 1 392 | 1 415 | 1 420 | 1 533 |

| 2018  | 2022  | - | - | - | - | - | - | - |
| ----- | ----- | - | - | - | - | - | - | - |
| 1 504 | 1 581 | - | - | - | - | - | - | - |

Jouy-le-Châtel, de par son importance acquise dès le Moyen Âge, a été très tôt relativement peuplée. La commune a connu une forte hausse de sa population entre les années 1820 et 1860 avant une légère baisse puis une nouvelle hausse dans les années 1900. La commune est alors plus peuplée que Rozay-en-Brie. La Première Guerre mondiale s'accompagna, dans un contexte d'exode rural, d'une chute de la démographie suivie d'un long déclin jusqu'aux années 1970. La croissance est continue depuis les années 1980 avec une population désormais proche des niveaux historiques.

### Enseignement
Jouy-le-Châtel est située dans l'académie de Créteil.
La commune dispose d'une école maternelle ainsi que d'une école élémentaire.
Un collège devrait ouvrir ses portes en septembre 2024 à Jouy-le-Châtel, qui en a fait la demande depuis le début des années 2000. L’établissement s’étendra sur 3,5 ha et aura une capacité de 400 élèves, avec une possibilité d’agrandissement à 600 élèves. Il aura pour objectif de soulager les collèges de Provins, Nangis, Rozay-en-Brie, Villiers-Saint-Georges et La Ferté-Gaucher.

### Manifestations culturelles et festivités
Le marché se tient tous les mercredis. La fête communale se déroule le 3e dimanche de juin. La brocante a traditionnellement lieu le dernier dimanche de septembre.
Les associations locales Club de l'Amitié des Joviciens ou Jouy Loisirs organisent régulièrement des activités au sein de la commune.

### Santé
Une pharmacie ainsi qu'un cabinet médical avec deux médecins sont installés dans le village.
L'hôpital le plus proche est le centre hospitalier Léon Binet de Provins.

### Sécurité

#### Police - Gendarmerie
Jouy-le-Châtel dispose d'une brigade territoriale autonome de la gendarmerie nationale située dans la rue de Provins.

#### Sapeurs-Pompiers
Jouy-le-Châtel dispose d'un centre d'intervention et de secours situé dans la rue de Paris.

### Sports

#### Activités
Jouy-le-Châtel compte plusieurs associations sportives : A.S.A.J. (gymnastique), Club Sportif Jovicien (football), E.S. Jouy Yvron (football), Les Diam's (twirling bâton et danse), Team Modèle Indoor (modèles réduits d'hélicoptères).

#### Équipements sportifs
Le village dispose d'un espace municipal avec terrain de football, de tennis et de basket, ainsi que d'un poney club. Une piste de karting se trouve à Vaudoy-en-Brie sur la route départementale 209.

### Médias
Le quotidien régional Le Parisien, dans son édition locale Seine-et-Marne, ainsi que le bi-hebdomadaire Le Pays briard relatent les informations locales.
La commune est en outre dans le bassin d’émission des chaînes de télévision France 3 Paris Île-de-France Centre et d'IDF1.
L’information institutionnelle est assurée par plusieurs publications périodiques : Passerelles en Provinois, mensuel diffusé par la communauté de communes du Provinois ; Seine-et-Marne Magazine, mensuel diffusé par le conseil départemental de Seine-et-Marne et le Journal du Conseil régional, bimensuel diffusé par le conseil régional d'Île-de-France.

### Cultes
La commune de Jouy-le-Châtel fait partie de la paroisse catholique « Pôle missionnaire de Provins » au sein du diocèse de Meaux. Elle dispose de l'église Saint-Aubin.

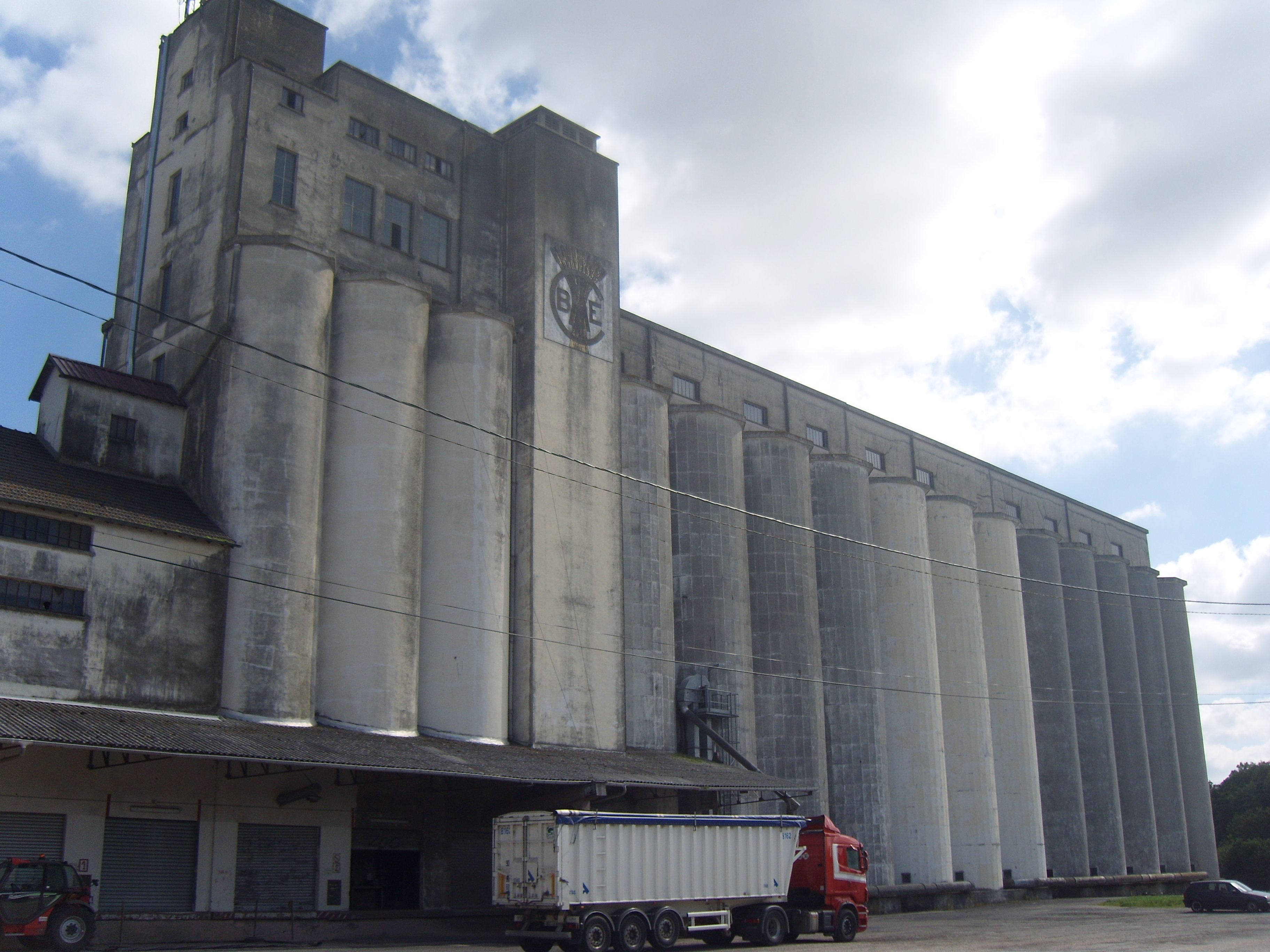
Silos à céréales de Jouy-le-Châtel.

## Économie

### Agriculture
L'agriculture céréalière occupe une place majeure dans le terroir de la Brie. Les immenses silos à céréales dominent le village. On retrouve également d'autres productions : élevage, vaches laitières, betteraves, pommes, fraises, volailles, apiculture, arboriculture.

### Commerce et artisanat

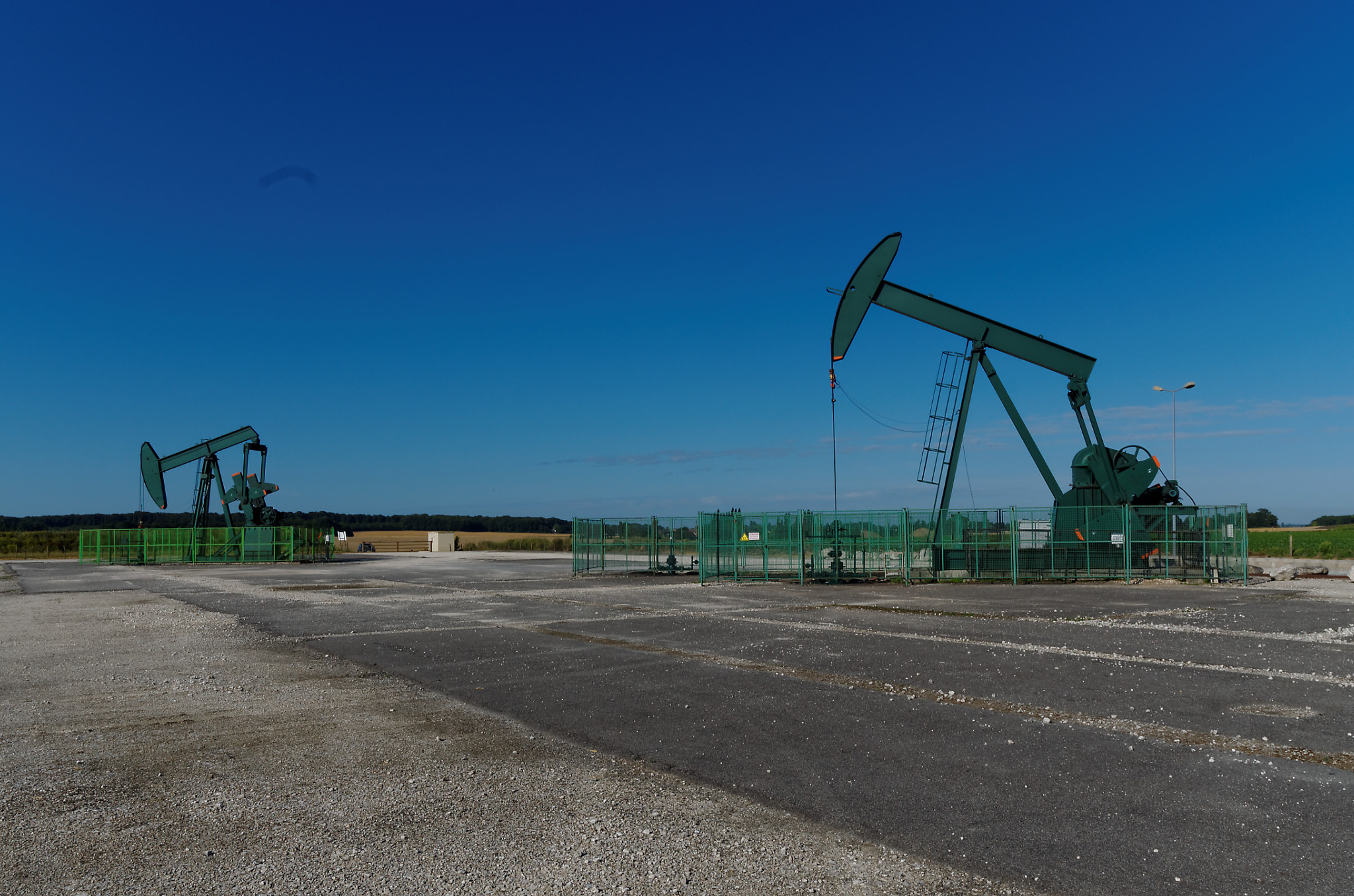
Chevalets de pompage à Jouy-le-Châtel.

La commune compte une vingtaine de commerces, artisans et services de proximité. La place de l'église regroupe une partie des commerces. Un bureau de poste et un distributeur bancaire sont installés dans le village. La commune compte une épicerie, une boulangerie-pâtisserie, un tabac-presse, un café, un bar-restaurant, un coiffeur, un cabinet comptable, une agence immobilière, une auto-école, un studio d'enregistrement, un taxi, un plombier-chauffagiste, deux entreprises du bâtiment, un exploitant vendeur de foie gras. Un réparateur utilitaires camions se trouve au niveau du Carrefour de Prévers.

### Production d'hydrocarbures
La commune est sise sur l'une des rares réserves de pétrole en France.

### Secteurs d'activité
En 2018, la commune était classée en zone de revitalisation rurale (ZRR), un dispositif visant à aider le développement des territoires ruraux principalement à travers des mesures fiscales et sociales. Des mesures spécifiques en faveur du développement économique s'y appliquent également. Le classement des communes en ZRR était valable jusqu’au 31 décembre 2020,.

#### Agriculture
Jouy-le-Châtel est dans la petite région agricole dénommée la « Brie centrale », une partie de la Brie autour de Mormant. En 2010, l'orientation technico-économique de l'agriculture sur la commune est diverses cultures (hors céréales et oléoprotéagineux, fleurs et fruits).
Si la productivité agricole de la Seine-et-Marne se situe dans le peloton de tête des départements français, le département enregistre un double phénomène de disparition des terres cultivables (près de 2 000 ha par an dans les années 1980, moins dans les années 2000) et de réduction d'environ 30 % du nombre d'agriculteurs dans les années 2010. Cette tendance se retrouve au niveau de la commune où le nombre d’exploitations est passé de 31 en 1988 à 24 en 2010. Parallèlement, la taille de ces exploitations augmente, passant de 88 ha en 1988 à 122 ha en 2010.
Le tableau ci-dessous présente les principales caractéristiques des exploitations agricoles de Jouy-le-Châtel, observées sur une période de 22 ans : 
|                                      | 1988  | 2000  | 2010  |
| ------------------------------------ | ----- | ----- | ----- |
| Dimension économique,                |       |       |       |
| Nombre d’exploitations (u)           | 31    | 26    | 24    |
| Travail (UTA)                        | 55    | 50    | 34    |
| Surface agricole utilisée (ha)       | 2 723 | 2 656 | 2 932 |
| Cultures                             |       |       |       |
| Terres labourables (ha)              | 2 677 | 2 641 | 2 916 |
| Céréales (ha)                        | 1 812 | 1 632 | 1 809 |
| dont blé tendre (ha)                 | 1247  | 1253  | 1315  |
| dont maïs-grain et maïs-semence (ha) | 416   | 170   | 172   |
| Tournesol (ha)                       | 104   |       | s     |
| Colza et navette (ha)                | 25    | s     | 158   |
| Élevage                              |       |       |       |
| Cheptel (UGBTA)                      | 164   | 378   | 407   |

## Culture locale et patrimoine

### Lieux et monuments remarquables

#### Architecture sacrée
- Église romane Saint-Aubin (IMH 1926) XIe siècle, remaniée XVe siècle et XVIe siècle et agrandie : trois nefs, chœur voûté d'ogives ; épitaphe funéraire XVIIe siècle, boiseries de chœur XVIIe siècle, stalles XVIIIe siècle, lutrin en partie (IMH 1908) XVIe siècle, porte-cierge pascal XVIIe siècle, Vierge à l'Enfant en pierre XIVe siècle, pierres tombales XVIIe siècle[70],[71].

La construction primitive remonterait au XIe siècle, époque à laquelle cette église appartient aux chapelains de la cathédrale de Reims. De nombreux travaux modifient son aspect primitif.
Le bâtiment actuel comprend une nef et deux bas-côtés, coiffés par un même toit à rupture de pente. Le chœur, à trois pans, présente des grandes ouvertures de style roman, munies à l'origine de meneaux en pierre : le grès. La taille importante des contreforts, ainsi que la hauteur limitée du clocher, inachevé ou partiellement détruit, donnent un aspect général massif à l'édifice.

#### Architecture civile

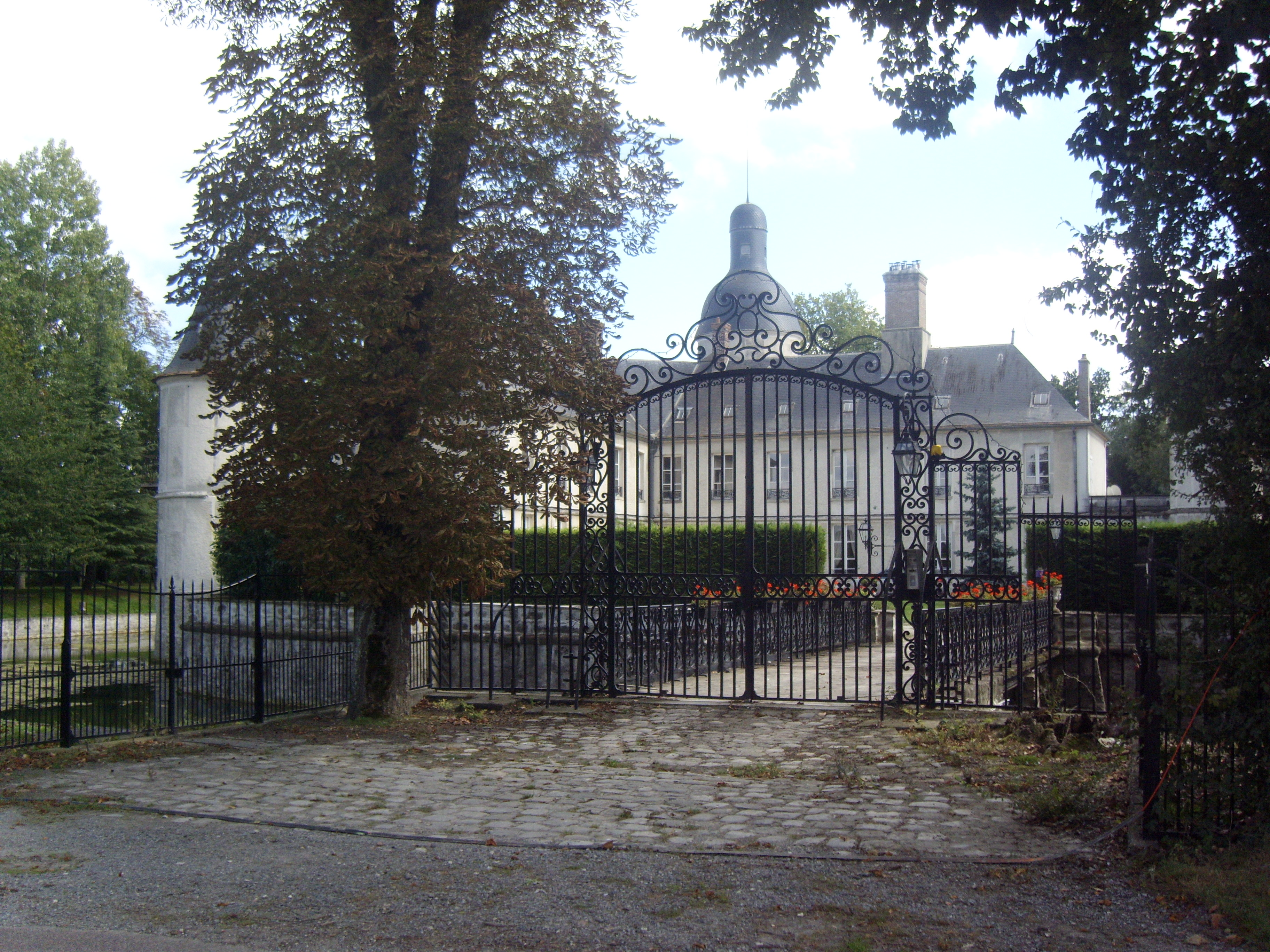
Château de Vigneau à Jouy-le-Châtel.

- Quelques restes d'enceinte (rue des Fossés).
- Donjon XIIIe siècle, entouré de douves, du château de Vigneau, XIXe siècle.
- Château du Petit Paris XVIIIe siècle : chapelle seigneuriale XIIIe siècle.
- Ferme de Beaupré, mentionnée par les archives seulement à partir de 1736 : « une grande maison appelée la ferme de Beaupré scise hors la porte et proche le bourg de Jouy-le-Châtel ». Un étang dépend alors de cette ferme, sur les bords duquel est installé un lavoir privé. Elle est à présent à l'intérieur de la ville. Si le bâtiment d'habitation au fond de la cour est relativement récent, en revanche, le colombier attenant, à toit en poudrière, date probablement du XVIIIe siècle ou du XIXe siècle. La façade de la grange laisse distinguer deux portes murées, l'une charretière, l'autre piétonnière[73].
- Râperie construite au XIXe siècle, au moment de l'essor de la culture de la betterave à sucre dans la région. Elle dépend alors de la sucrerie de Coulommiers. L'activité pratiquée était le râpage des betteraves, avant leur transformation pour en tirer le sucre. Elle est aujourd'hui abandonnée[74].
- Roue de pressoir à grains XVIIIe siècle.

### Équipements culturels
La commune dispose d'une bibliothèque (permanence 1 samedi sur 2), d'une salle des fêtes (capacité 120 places), de la salle de l'ancienne mairie (vins d'honneur, réunions) et de la salle rue des Lombards Club de l'Amitié (réunions des adhérents du club).

### Personnalités liées à la commune
- Maurice Marcille, (1871-1941), chirurgien français qui a mis en place les premières Ambulance Chirurgicale Automobile
- La famille de l'acteur Benoît Magimel vivait dans le village.

### Héraldique
| Armes de Jouy-le-Châtel | Les armes de Jouy-le-Châtel peuvent se blasonner ainsi : Divisé en chevron : au 1er parti au I d'azur à la bande d'argent côtoyée de deux doubles cotices potencées contre-potencées d'or, au II d'azur semé de fleurs de lis d'or, au 3e de gueules à trois épis de blé d'or mal ordonnés ; au chevron d'argent brochant sur la partition. |

#### Origine
Le blason est une création de M. Pierre Perie, conseiller municipal. Il fut adopté le 11 février 2009.

#### Descriptif des armoiries de la ville
Le I du 1er rappelle que la ville faisait partie de la seigneurie des comtes de Champagne et qu'Henri III de Champagne en fit don à sa fille unique Jeanne de Navarre en 1285.
Le II du 1er rappelle que Marguerite de France, fille de Philippe le Long, qui en hérita, en fit don à l'abbaye de Saint-Denis à sa mort en 1365.
Le chevron symbolise le privilège de justice qu'avait gardé la ville.
Le prévôt de Provins s'y déplaçait deux fois par semaine: la ville avait un tribunal et une prison.
Les trois épis de blé évoque la principale richesse de la région.

#### Histoire
- Christian de Bartillat, Au Village de Brie, Presses du Village, 1984, 352 p.
- Frédéric-Auguste Denis, Lectures sur l'histoire de l'agriculture en Seine-et-Marne, Presses du Village, 1982, 376 p.
- Daniel Jalmain, "Archéologie aérienne en Île-de-France, Beauce, Brie, Champagne", Éditions Technip, 1970, 192 p.  (ISBN 978-2-71080-129-0)
- Simone Lefèvre, "Les granges de l'abbaye de Jouy-en-Brie et la voie aux moines", Soc. d'histoire et d'archéologie de Provins, 1983, 10 p.
- André Laurent, La Seine-et-Marne autrefois, Éditions Horvath, 1982, 192 p.  (ISBN 2-7171-0238-8)
- François et Maguy Palau, Le rail en France : Le Second empire (1852-1857), Tome I, Paris, Palau, 1998, 215 p.  (ISBN 2-95094-211-3)
- François et Maguy Palau, Le rail en France - Tome II, 1858-1863, 2001, 223 p.  (ISBN 978-2-95094-212-8)
- René-Charles Plancke, La vie rurale en Seine-et-Marne 1853-1953, Éditions Amatteis, 1982, 256 p.
- René-Charles Plancke, Histoire de Seine-et-Marne vie paysanne, Éditions Amatteis, 1986, 432 p.

#### Patrimoine architectural
- Collectif d’historiens, Le patrimoine des communes de la Seine-et-Marne - tome 2, Paris, Editions Flohic, 2001, 1507 p. (ISBN 2-84234-100-7), « Jouy-le-Châtel », p. 1103–1104